# Torre Enric Cera
|  | No s'ha de confondre amb Casa Enric Cera. |

La Torre Enric Cera és un edifici situat als carrers de Vico, 20-24 i de Freixa, 21 del barri de Sant Gervasi-Galvany de Barcelona, catalogat com a bé amb elements d'interès (categoria C), i inclosa a l'Inventari del Patrimoni Arquitectònic de Catalunya.

## Història
Va ser projectat el 1914 per l'arquitecte Enric Sagnier per al farmacèutic Enric Cera Buxeda (1882-1958). El 2006, els seus hereus la vengueren a la immobiliària Núñez i Navarro, que la va reformar entre 2014 i 2017 com a edifici d'oficines.

## Descripció
És un edifici a quatre vents, envoltat de jardí. A causa del desnivell del terreny s'optà per situar l'accés a un nivell més elevat que el del carrer. La finca està envoltada per un paredat rústec i una tanca de balustres. La torre de planta rectangular consta de soterrani, planta baixa amb la porta d'accés en arc de mig punt i protegida per una pèrgola sostinguda per dues columnes aparellades de fust llis i capitell dòric amb un entaulament que facilita que en la planta pis aparegui una àmplia balconada. A banda i banda de la porta d'accés dues finestres d'arc rebaixat augmenten aquest eix central. La porta marca la simetria que en la planta pis dona lloc a finestres allindades. La coberta composta amb teules àrabs i amb una pronunciada barbacana sostinguda per bigues allotja la zona de les golfes que en origen eren les habitacions del servei. Cada façana està resolta de manera diferent i hi apareixen pèrgoles, bowwindows, etc., en funció dels usos als quals es destinaren els espais interiors. En la rehabilitació s'ha conservat l'escala de marbre, les fusteries, un vitrall de colors així com la sala de música amb oratori. El parament és arrebossat llis, d'una gran austeritat destacant-se sobretot la coberta amb els careners molt pronunciats que sembla inspirar-se en l'arquitectura dels xalets de Centreuropa, que tingueren força influència a Catalunya en aquells anys.